# حجت چهارمحالی
حجت چهارمحالی (زاده ۵ فروردین ۱۳۶۸) بازیکن فوتبال ایرانی است که برای باشگاه دسته دومی فولاد نوین بازی می‌کند. حجت چهارمحالی دومین گلزن جوان لیگ برتر در سال ۱۳۸۵ بود. وی در تاریخ سیزدهم بهمن ۹۷ به تیم لیگ برتری فولاد خوزستان برگشت تا پس از ده سال لباس فولاد را دوباره به تن کند. چهارمحالی سابقه عضویت در تیم ملی جوانان ایران را داراست.